# 산카를로스데바릴로체
산 카를로스 데 바릴로체(San Carlos de Bariloche)는 아르헨티나의 리오네그로주의 도시이다. 간단히 줄여서 바릴로체라고 한다.
이곳은 스키와 관광, 수상스포츠, 그리고 트레킹과 등반을 즐길 수 있는 곳으로 유명하다.

## 개요
부에노스아이레스에서 1,720km 떨어져 위치해 있다. 표고 770m로 도시 정면에는 규모가 큰 나우엘우아피 호수, 2,000∼3,000m에 달하는 산들이 솟아 있고 19세기 후반에 스위스인들의 많은 이민과 자연환경의 일치로 남미의 스위스라 불린다. 아름답고 안락한 자연환경으로 아르헨티나 최대의 리조트 지구가 형성되어 있는 바릴로체는 여름철에는 피서지로, 겨울에는 스키를 즐기려는 관광객들로 언제나 붐빈다. 또한 아름다운 목조건물과 사계절 내내 자연의 아름다움으로 채색되는 바릴로체의 웅장한 자연은 아르헨티나의 최대의 나우엘우아피 국립공원으로 지정되어 있다.

## 역사

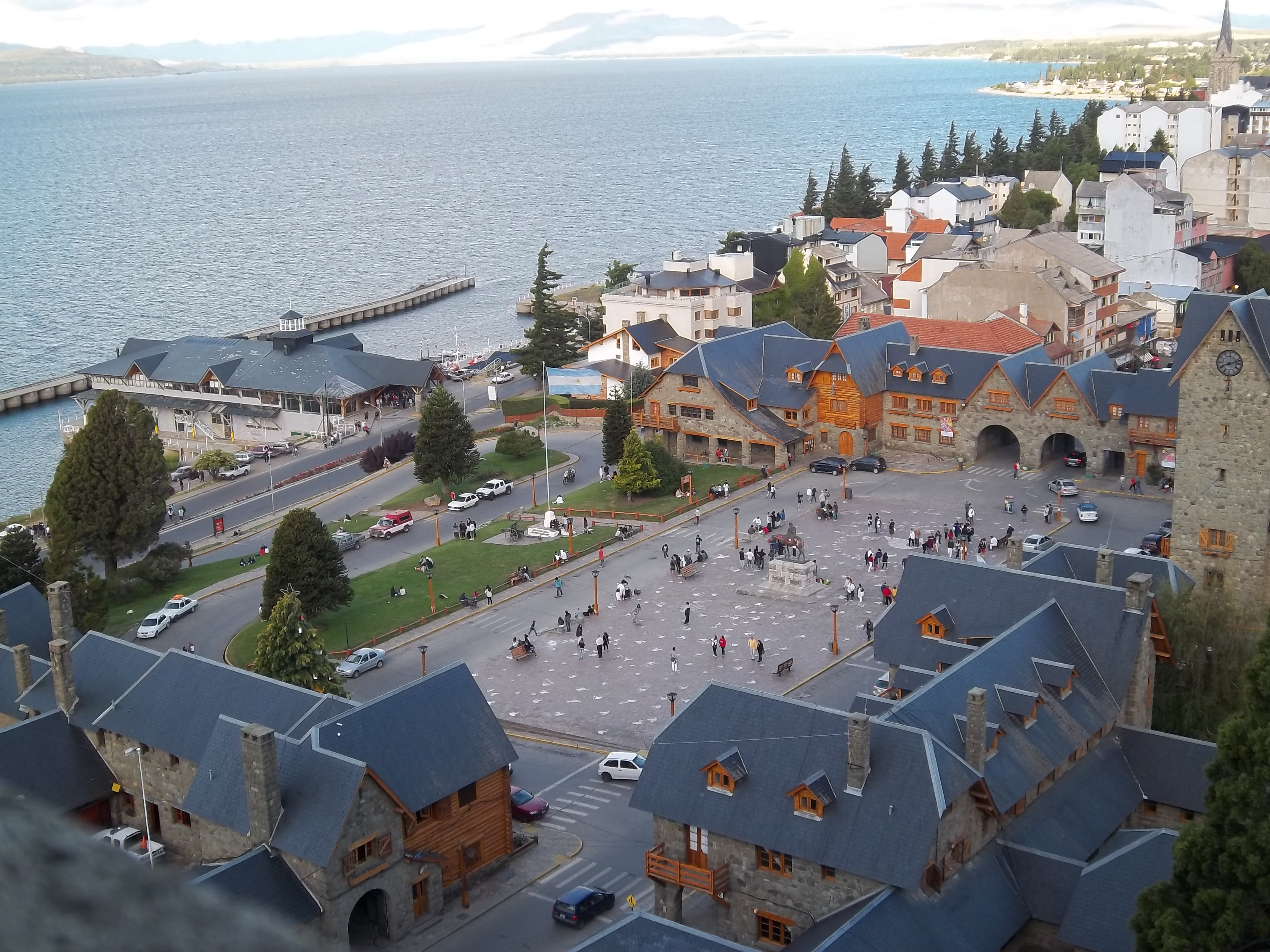
시민 센터

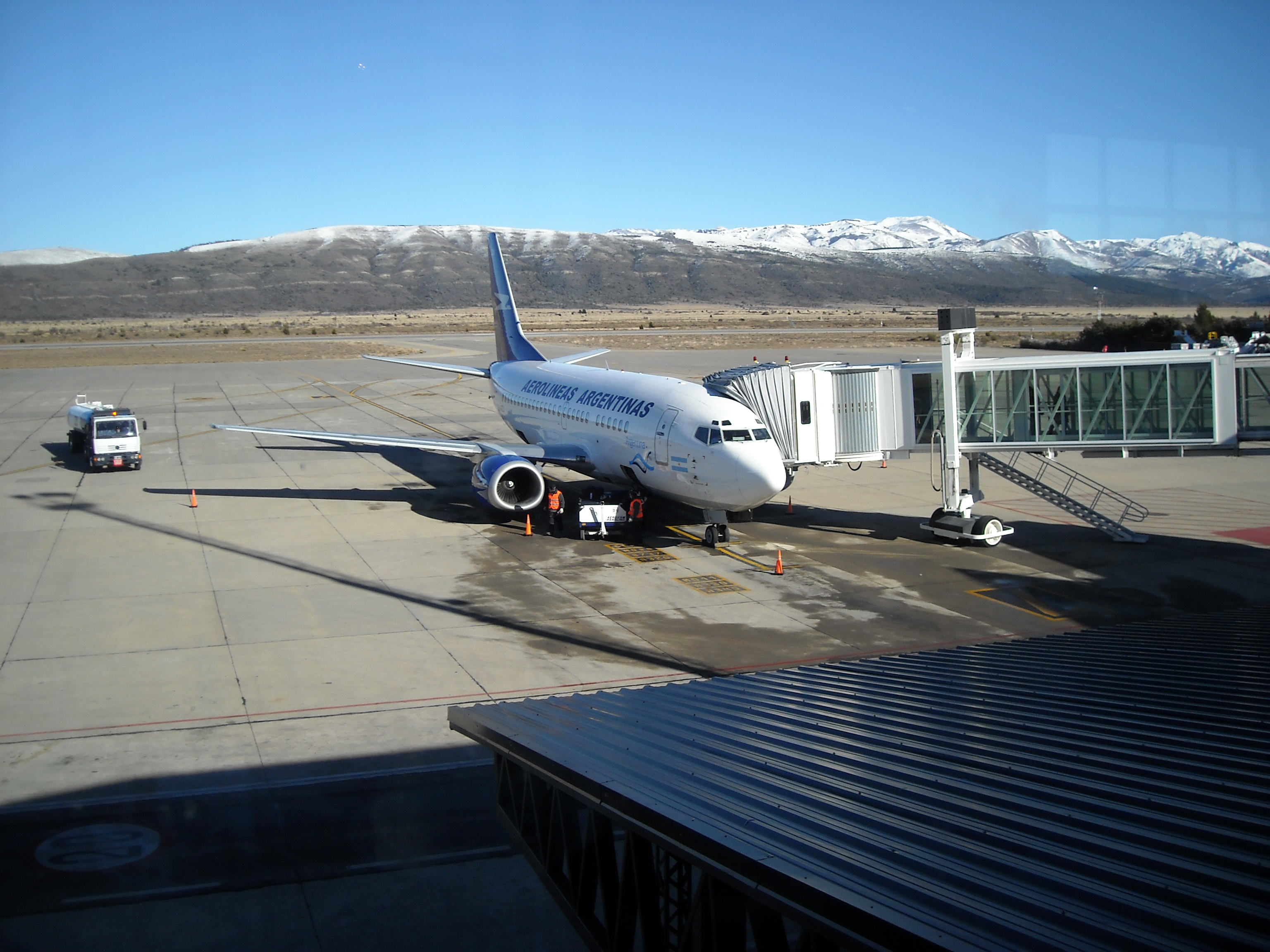
바릴로체 공항

바릴로체라는 이름은 “산 뒤에서 온 사람들”이라는 의미의 마푸둥군어 단어 부릴로체(Vuriloche)에서 왔다. 부릴로체 패스는 사용된다. 부릴로체 통로는 포야 족들이 안데스 산맥을 건너는데 사용되었으며, 유럽 선교사들에게는 오랫동안 비밀로 유지되었다.

### 스페인 전도사
나후엘 후아피 호수 지역을 방문한 최초의 스페인인은 예수회 성직자였던, 〈디에고 데 로잘레스〉였다. 그는 칠레 프란시스코 안토니오 데 아쿠냐 카브레라 y 베요나의 주지사에 의해 그 지역에 요청을 받았다.  그는 토착민인 푸엘체 족과 포야 족이 1649년 루이 폰세 데 레온에 의한 노예 사냥 탐사 이후에 불안해 하지 않을까 걱정했다. 디에고 데 로살레스는 마무일 말랄 통로를 통해 안데스 산맥을 넘었는데, 그 후 그는 동쪽의 안데스 계곡을 따라 남향을 하여 여행을 하다가 1650년 나후엘 후아피 호수에 도달했다.
1672년에 칠로에 섬에 세워진 예수회는 나후엘 후아피 호수를 발견했고 이후 1717년까지 지속되었다.

### 근대의 정착
베릴로체의 근대의 정착은 란퀴후에 지역에 칠레 이민자인 카를로스 위에데르홀드가 세운 가게의 발전으로부터 시작되었다. 위에데르홀드는 안데스 산맥을 건너와 "라 알레마나"라는 이름의 가게를 현재의 시 중심 부근에 차렸다.
이 가게를 중심으로 작은 정착촌이 형성되기 시작하였고, 1895년 경에는 오스트리아인, 독일인, 슬로베니아인, 칠레인 그리고 벨루노에서 온 이탈리아인들이 정착촌의 주민을 구성하고 있었다.

## 관광
국내.외국인 관광은 연중 바릴로체 경제의 주요 사업 중의 하나이다. 주 스키장은 세르로 성당에 위치해 있다. 여름에는 플라야 보니타와 비야 타쿨과 같은 아름다운 해변이 피서객을 반기고, 일부는 눈녹은 차가운 호수물에 수영하는 이도 있다. 나후엘 후아피 호수는 여름에 평균 14 °C 정도의 수온을 유지한다. 낚시 시즌은 바릴로체에 또 다른 성수기 중 하나이다. 바릴로체는 큰 호수 지역을 가진 가장 큰 도시로, 이 지역의 휴양지로서의 역할을 한다. 이곳은 클럽 안디노 바릴로체에 의하여 운영되는 몇몇의 고산 오두막을 제외하고는 완벽한 야생과 무인 지역으로 산악 트레킹이 특히 인기가 있는 체험 활동이다. 이 도시는 초콜렛이 특산품으로 유명하다.

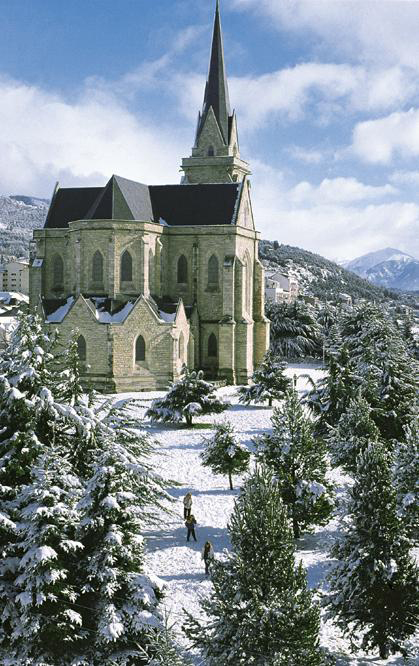
산 카를로스 데 바릴로체 시의 성당
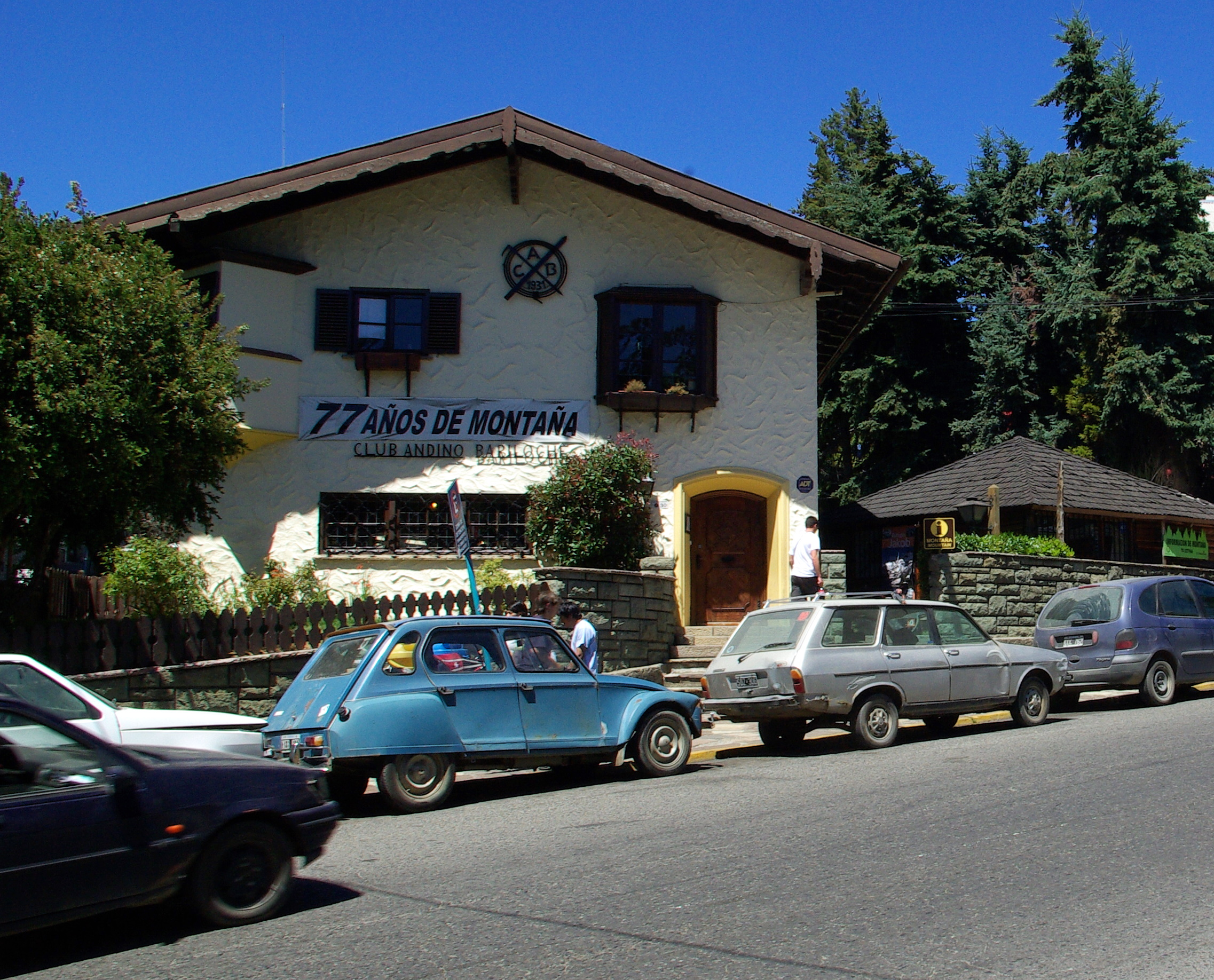
클럽 안디노 바릴로체
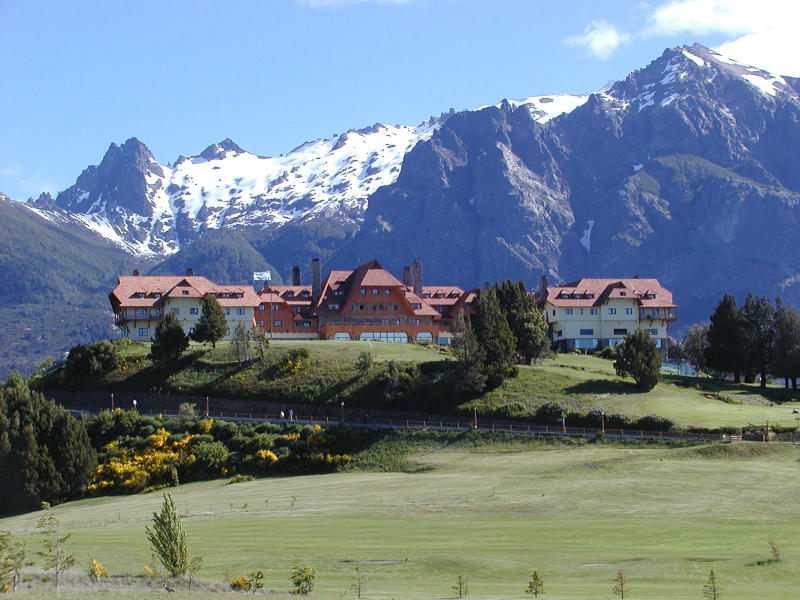
랴오 랴오 호텔
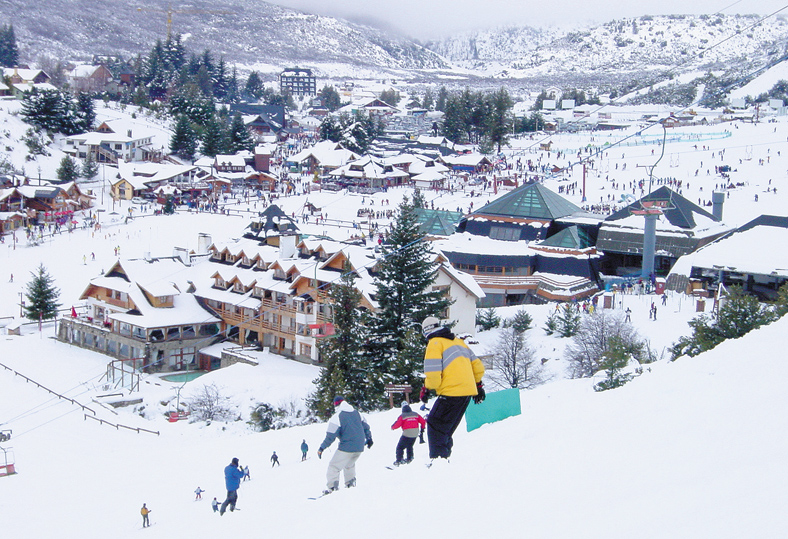
세르로 성당, 7월의 스키 리조트
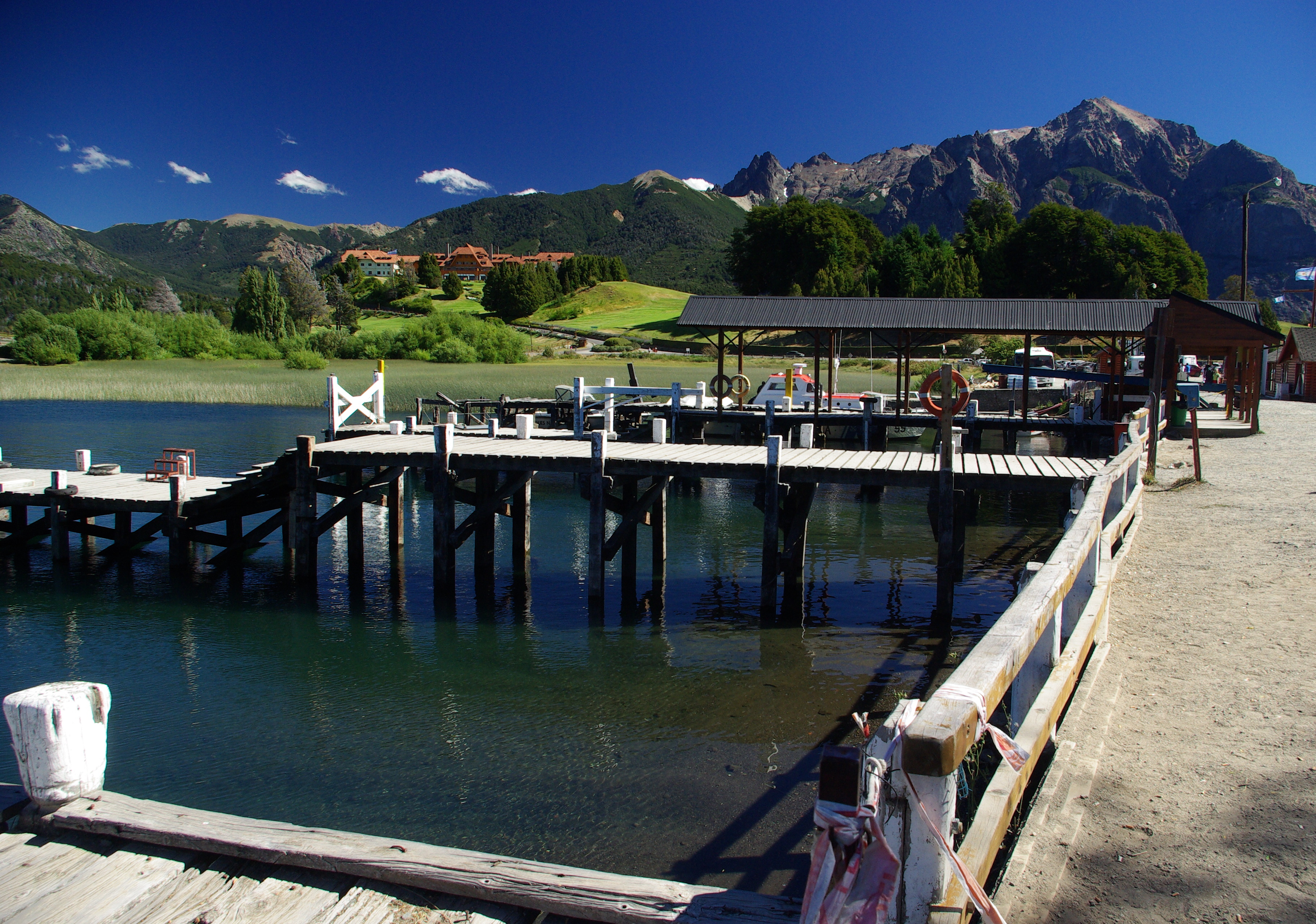
푸에르토 파뉴엘로, 랴오 랴오 근처의 보트항

## 교통
바릴로체에는 산 카를로스 데 바릴로체 국제공항(IATA BRC/ICAO SAZS)이 있다. 아르헨티나의 여러 항공사가 이곳을 매일 운항한다. 또한 주변 국가들에서도 이곳을 자주 이용하며, 스키시즌에는 최고의 성수기가 된다.
이곳은 칠레 국경 지역과 가까이 있어서, 안데스 산맥을 가르지는 카르데날 안토니오 사모레 패스와 연결된다.

## 기후
바릴로체는 지중해성 기후의 특성을 가지고 있으며, 따라서 여름보다는 겨울에 비가 더 많이 오는 날씨이다.
| 산카를로스데바릴로체의 기후 | 산카를로스데바릴로체의 기후 | 산카를로스데바릴로체의 기후 | 산카를로스데바릴로체의 기후 | 산카를로스데바릴로체의 기후 | 산카를로스데바릴로체의 기후 | 산카를로스데바릴로체의 기후 | 산카를로스데바릴로체의 기후 | 산카를로스데바릴로체의 기후 | 산카를로스데바릴로체의 기후 | 산카를로스데바릴로체의 기후 | 산카를로스데바릴로체의 기후 | 산카를로스데바릴로체의 기후 | 산카를로스데바릴로체의 기후 |
| 월 | 1월                         | 2월                         | 3월                         | 4월                         | 5월                         | 6월                         | 7월                         | 8월                         | 9월                         | 10월                        | 11월                        | 12월                        | 연간                        |
| --- | --------------------------- | --------------------------- | --------------------------- | --------------------------- | --------------------------- | --------------------------- | --------------------------- | --------------------------- | --------------------------- | --------------------------- | --------------------------- | --------------------------- | --------------------------- |
| 역대 최고 기온 °C (°F) | 36.4 (97.5)                 | 35.4 (95.7)                 | 34.4 (93.9)                 | 26.3 (79.3)                 | 22.6 (72.7)                 | 19.4 (66.9)                 | 16.7 (62.1)                 | 19.6 (67.3)                 | 23.0 (73.4)                 | 29.1 (84.4)                 | 32.5 (90.5)                 | 33.9 (93.0)                 | 36.4 (97.5)                 |
| 일평균 최고 기온 °C (°F) | 23.2 (73.8)                 | 23.1 (73.6)                 | 20.1 (68.2)                 | 15.0 (59.0)                 | 10.6 (51.1)                 | 7.2 (45.0)                  | 6.7 (44.1)                  | 8.4 (47.1)                  | 11.6 (52.9)                 | 14.7 (58.5)                 | 17.9 (64.2)                 | 20.7 (69.3)                 | 14.9 (58.8)                 |
| 일일 평균 기온 °C (°F) | 15.4 (59.7)                 | 15.0 (59.0)                 | 12.1 (53.8)                 | 8.1 (46.6)                  | 5.2 (41.4)                  | 3.0 (37.4)                  | 2.1 (35.8)                  | 3.1 (37.6)                  | 5.2 (41.4)                  | 7.9 (46.2)                  | 10.9 (51.6)                 | 13.5 (56.3)                 | 8.5 (47.3)                  |
| 일평균 최저 기온 °C (°F) | 7.0 (44.6)                  | 6.6 (43.9)                  | 4.9 (40.8)                  | 2.4 (36.3)                  | 1.0 (33.8)                  | −0.5 (31.1)                 | −1.6 (29.1)                 | −1.0 (30.2)                 | −0.1 (31.8)                 | 1.7 (35.1)                  | 3.9 (39.0)                  | 5.9 (42.6)                  | 2.5 (36.5)                  |
| 역대 최저 기온 °C (°F) | −5.7 (21.7)                 | −6.9 (19.6)                 | −10.0 (14.0)                | −11.1 (12.0)                | −11.4 (11.5)                | −21.1 (−6.0)                | −25.4 (−13.7)               | −17.4 (0.7)                 | −17.3 (0.9)                 | −10.7 (12.7)                | −7.0 (19.4)                 | −8.5 (16.7)                 | −25.4 (−13.7)               |
| 평균 강수량 mm (인치) | 23.6 (0.93)                 | 17.5 (0.69)                 | 29.4 (1.16)                 | 57.1 (2.25)                 | 113.7 (4.48)                | 168.3 (6.63)                | 126.4 (4.98)                | 117.3 (4.62)                | 55.4 (2.18)                 | 48.7 (1.92)                 | 30.1 (1.19)                 | 25.0 (0.98)                 | 812.5 (31.99)               |
| 평균 강설량 cm (인치) | 0.0 (0.0)                   | 0.5 (0.2)                   | 0.0 (0.0)                   | 3.4 (1.3)                   | 7.0 (2.8)                   | 32.4 (12.8)                 | 41.7 (16.4)                 | 22.9 (9.0)                  | 6.2 (2.4)                   | 5.8 (2.3)                   | 0.2 (0.1)                   | 0.0 (0.0)                   | 120.1 (47.3)                |
| 평균 강수일수 (≥ 0.1 mm) | 3.5                         | 3.3                         | 6.0                         | 7.9                         | 13.0                        | 15.9                        | 14.4                        | 13.5                        | 9.0                         | 8.2                         | 5.5                         | 4.8                         | 105.0                       |
| 평균 강설일수 | 0.0                         | 0.1                         | 0.0                         | 0.5                         | 1.3                         | 5.1                         | 5.9                         | 4.4                         | 2.0                         | 1.6                         | 0.3                         | 0.1                         | 21.3                        |
| 평균 상대 습도 (%) | 51.9                        | 53.3                        | 60.2                        | 68.2                        | 76.0                        | 79.1                        | 78.0                        | 74.9                        | 66.9                        | 61.5                        | 56.6                        | 53.6                        | 65.0                        |
| 평균 월간 일조시간 | 334.7                       | 283.3                       | 241.6                       | 183.7                       | 130.4                       | 96.0                        | 124.7                       | 146.9                       | 189.9                       | 239.3                       | 290.7                       | 296.3                       | 2,594.6                     |
| 가능 일조율 | 75                          | 72                          | 65                          | 56                          | 45                          | 39                          | 40                          | 47                          | 54                          | 61                          | 71                          | 72                          | 58                          |
| 출처 1: 아르헨티나 국립기상청 (평년값: 1991년~2020년, 극값: 1951년~현재), 아르헨티나 국립농업기술원 (강우/강설: 1951년~1990년) |                             |                             |                             |                             |                             |                             |                             |                             |                             |                             |                             |                             |                             |
| 출처 2: 세계기상기구 (일조시간: 1981년~2010년), 미국 해양대기청 (일조율: 1961년~1990년)                                        |                             |                             |                             |                             |                             |                             |                             |                             |                             |                             |                             |                             |                             |